# زدایش یون-غیرفعال

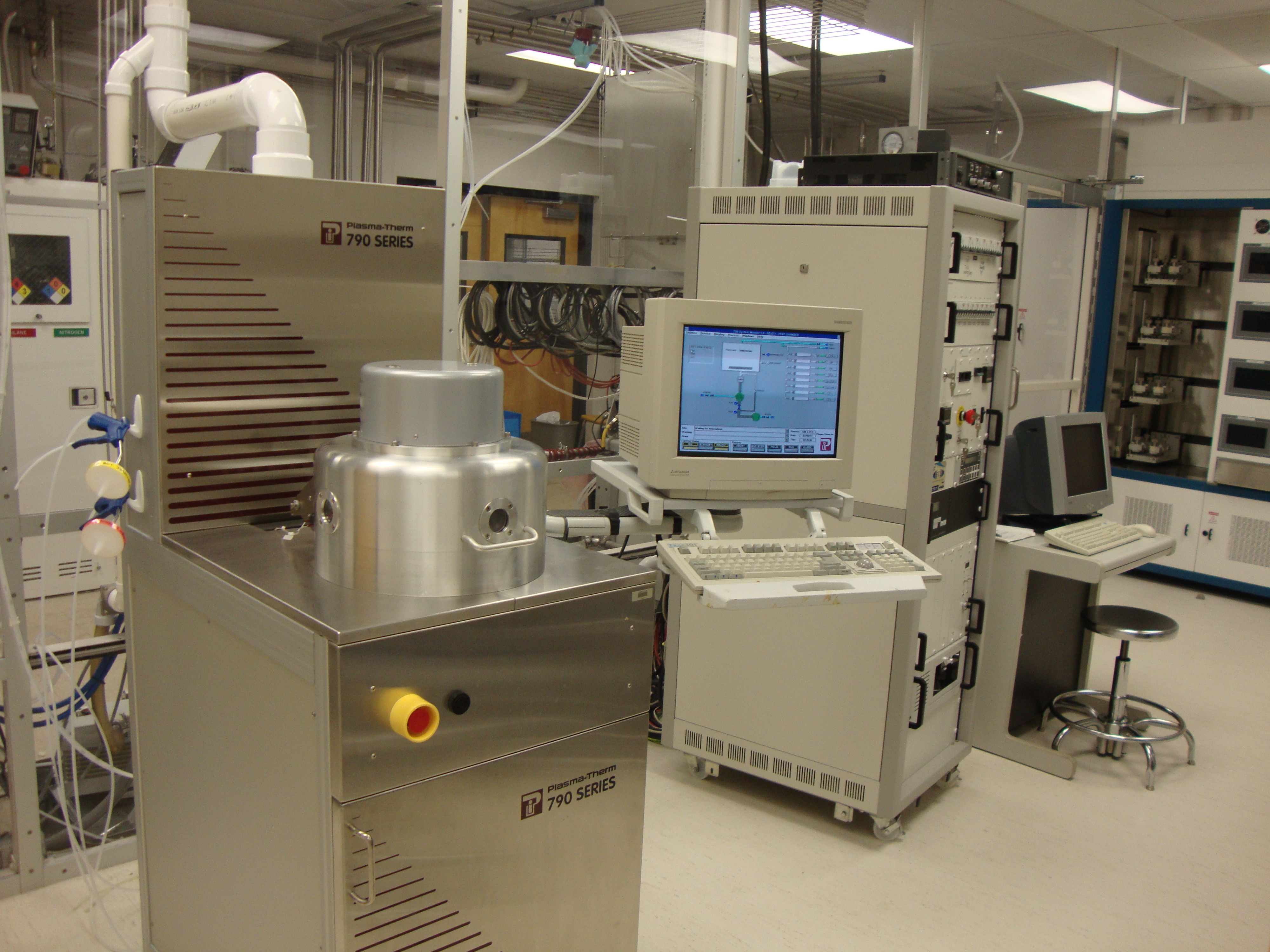
تجهیزات مربوط به زدایش یون-غیرفعال در اتاق تمیز

زدایش یون-غیرفعال یا RIE (به انگلیسی: Reactive-Ion Etching) یکی از روش‌های زدایش یا برش مواد در ساختارهای ریز و زیرمجموعه‌ای از روش‌های زدایش پلاسما است. زدایش یون-غیرفعال از جمله روش‌های زدایش خشک است که مشخصه‌های بیشتری از زدایش تَر دارد. این روش ترکیبی از روش‌های فیزیکی و شیمیایی شناخته می‌شود. در این روش از پلاسمای فعال کننده به صورت شیمیایی برای برش ویفر استفاده می‌شود. این روش در یک محفظهٔ خلأ با فشار پایین توسط یک میدان الکترومغناطیسی رخ می‌دهد. یون‌های پرانرژی پلاسما به صورت عمودی به سطح ویفر برخورد می‌کنند و باعث پدیده زدایش می‌شوند. این روش از تفکیک (به انگلیسی: resolution) بالا و همچنین قابلیت کنترل مطلوبی برخوردار است که امکان برش مواد مختلفی از جمله نیم‌رساناها، عایق‌ها و بعضی فلزات را نیز فراهم می‌کند. یکی از برتری‌های این روش نسبت به روش‌های دیگر این است که می‌تواند به گونه ای طراحی شود که تا حدود زیادی ناهمسانگرد باشد که این بدین معناست که عمل زدایش با دقت بالا و نرخ برش مطلوبی انجام می‌شود.

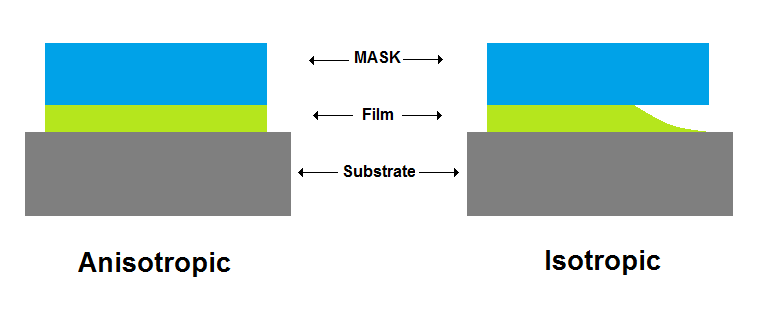
نمایش تفاوت زدایش ایزوتروپیک (راست) و ناهمسانگرد (چپ)

## تجهیزات
سیستم RIE از یک محفظهٔ استوانه ای شکل خلأ، یک صفحه ویفر در قسمت پایین آن، دو الکترود موازی در قسمت بالایی و پایینی و دریچه ورود و خروج گاز به ترتیب در بالا و پایین محفظه تشکیل شده‌است. گازی که در این فرایند استفاده می‌شود بسته به نوع ویفر مورد نظر، متفاوت است. به عنوان مثال، گاز هگزا فلوراید گوگرد مناسب زدایش ویفر سیلیکن است. فشار گاز محفظه معمولاً بین چند میلی تور و چندصد میلی تور، با حفظ میزان ورود و خروج گاز، حفظ می‌شود.

## روش کار
پلاسما در سیستم توسط یک میدان الکترومغناطیس قوی RF ایجاد می‌شود. فرکانس این میدان معمولاً ۱۳٫۵۶ مگاهرتز است. میدان الکتریکی در حال نوسان مولکول‌های گاز را یونیزه می‌کند و به این شکل پلاسما شکل می‌گیرد. در هر چرخه میدان، الکترون‌ها به سمت پایین و بالا شتاب می‌گیرند و به الکترود بالای محفظه و گاهی به صفحه ویفر ضربه می‌زنند. یون‌هایی که به سطح ویفر می‌رسند اختلاف پتانسیل بین الکترود دو الکترود بالا و پایین محفظه را افزایش می‌دهند. این باعث می‌شود که یون‌های مثبت به سمت سطح ویفر شتاب بگیرند و واکنش شیمیایی دهند.
این فرایند بستگی زیادی به فشار محفظه، جریان گاز ورودی و خروجی و همچنین میدان الکترومغناطیسی دارد.
یکی از زیرشاخه‌های پیشرفته تر از این روش، زدایش یون-غیرفعال عمیق است که عمده تفاوت آن با این روش تفاوت دما است. در زدایش یون-غیرفعال عمیق، دمای ویفر را پایین می آوند تا واکنش شیمیایی در سطح آن با سرعت پایین‌تری اتفاق بیفتد.

زدایش فیلم نازک سیلیکون دی‌اکسید به دو روش تَر (وسط) و روش یون-غیرفعال (پایین)

سیستم روش یون-غیرفعال شامل دو الکترود است (۱ و ۴) که یک میدان الکتریکی را ایجاد می‌کنند (۳) به این منظور که حرکت یون‌ها (۲) را به سمت سطح نمونه مورد نظر(۵) سرعت ببخشند.